# Сторижко, Владимир Ефимович
Владимир Ефимович Сторижко (род. 26 октября 1935, Ольховатка, Харьковской области) — советский и украинский учёный в области экспериментальной ядерной физики низких и средних энергий, академик Национальной академии наук Украины (1995), заслуженный деятель науки и техники Украины (1997).

## Биография
Родился в 1935 году. Окончил Харьковский государственный университет в 1958 году, защитил кандидатскую диссертацию в 1964 году, докторскую — в 1974 году, В 1993 году избран членом-корреспондентом НАН Украины по специальности «Ядерная физика, физика плазмы», в 1995 году действительным членом (академиком) НАН Украины по специальности «Физика».
Владимир Ефимович — известный учёный в области экспериментальной ядерной физики низких и средних энергий, ранние научные достижения которого в основном связаны с пионерскими исследованиями резонансных ядерных реакций с протонами на легких ядрах, в результате которых впервые открыты и детально исследованы предельные аномалии в разрезах и поляризации на ядрах 1р-оболочках; обнаружены эффекты сильного выстраивания конечных ядер при низкобарьерных энергиях протонов на ядрах среднего атомного веса; установлены и объяснены закономерности в угловых распределениях и корреляциях вблизи порога эмиссии нейтронов. Благодаря этим научным исследованиям В. Е. Сторижко развил новый подход в исследовании ядерных уровней — метод усредненных резонансов и благодаря его использованию получил уникальные экспериментальные данные о квантовые характеристики ядер.
В последние годы Владимир Ефимович плодотворно занимается научными вопросами, которые связаны с прикладными аспектами реакций с протонами. Главным результатом этих исследований является осуществление программы разработки и внедрения аналитических ускоряющих комплексов. Применение этих комплексов дает возможность решать научные проблемы в многих отраслях новой техники, биологии, геологии, медицине и особенно в экологических исследованиях. По его инициативе и под его руководством осуществлена разработка аналитических ускоряющих комплексов «Сокол» для применения в области атомной энергетики и микроэлектроники. Внедрено 7 комплексов в научно-исследовательских учреждениях.
Владимир Ефимович — автор и соавтор около 300 научных трудов и изобретений, подготовил двух докторов и 14 кандидатов наук. Он является членом научных советов НАН Украины, членом специализированных советов при Харьковском госуниверситете и Национальном научном центре «Харьковский физико-технический институт».
Заслуживает внимания и научно-организационная деятельность Владимира Ефимовича. Прежде всего это касается его непосредственной и самоотверженного участия в организации и создании в 1991 году в г. Сумы Института прикладной физики НАН Украины, первым директором которого стал Владимир Ефимович. В апреле 1994 года избран народным депутатом Украины, членом Президиума Верховного Совета Украины, председателем Комиссии по вопросам науки и образования. В 1995—1996 годах Владимир Ефимович работал Председателем Государственного комитета Украины по вопросам науки, техники и промышленной политики, председателем Межгосударственного Комитета по вопросам науки и техники стран СНГ.

## Государственные награды
- Орден князя Ярослава Мудрого IV ст. (18 мая 2016) — за весомый личный вклад в развитие отечественной науки, укрепление научно-технического потенциала Украины, многолетний добросовестный труд и высокий профессионализм[1]
- Орден князя Ярослава Мудрого V ст. (27 ноября 2008) — за выдающиеся личные заслуги в развитии отечественной науки, укрепление научно-технического потенциала Украинского государства и по случаю 90-летия Национальной академии наук Украины[2]
- Заслуженный деятель науки и техники Украины (15 августа 1997) — за личные заслуги в развитии украинской государственности, активную законотворческую работу и по случаю шестой годовщины независимости Украины[3]

## Ссылка
- Вестник НАН Украины. — 2005. — N 10